# Giải bóng đá vô địch quốc gia Hy Lạp 2024–25
Giải bóng đá vô địch quốc gia Hy Lạp 2024–25 (Super League 2024–25), còn được gọi là Super League Stoiximan vì lý do tài trợ, là mùa giải thứ 89 của Giải bóng đá vô địch quốc gia Hy Lạp, giải đấu chuyên nghiệp hàng đầu của Hy Lạp dành cho các câu lạc bộ bóng đá, kể từ khi thành lập như một giải vô địch quốc gia dưới sự giám sát của Liên đoàn bóng đá Hy Lạp (HFF) vào năm 1927, giải vô địch thứ 66 kể từ khi thành lập Giải bóng đá hạng nhất quốc gia vào năm 1959 và là giải vô địch thứ 18 dưới tên gọi hiện tại.
Đây là mùa giải thứ sáu của Super League sử dụng công nghệ hỗ trợ trọng tài video (VAR).
Mùa giải bắt đầu vào ngày 17 tháng 8 năm 2024 và tạm nghỉ 3 tuần sau khi kết thúc mùa giải thường xuyên (vòng thi đấu thứ 26). Giai đoạn thứ hai của giải đấu, Vòng play-off Vô địch, Vòng play-off Châu Âu và Vòng play-off Xuống hạng, dự kiến sẽ tiếp tục vào ngày 29 tháng 3 năm 2025. Các trận đấu cuối cùng của mùa giải sẽ được diễn ra vào ngày 22 tháng 5 năm 2025.
Lễ bốc thăm chia bảng diễn ra vào thứ Ba ngày 16 tháng 7 lúc 21:00 giờ địa phương và toàn bộ lịch trình cho mùa giải thường xuyên được công bố ngay sau đó.
PAOK là nhà đương kim vô địch khi đã giành chức vô địch lần thứ 4 vào mùa giải trước.

## Bảng xếp hạng

### Mùa giải thông thường
| VT | Đội              | ST | T  | H  | B  | BT | BB | HS  | Đ  | Giành quyền tham dự hoặc xuống hạng |
| -- | ---------------- | -- | -- | -- | -- | -- | -- | --- | -- | ----------------------------------- |
| 1  | Olympiacos       | 26 | 18 | 6  | 2  | 45 | 16 | +29 | 60 | Tham dự Play-off Vô địch            |
| 2  | AEK Athens       | 26 | 16 | 5  | 5  | 44 | 16 | +28 | 53 | Tham dự Play-off Vô địch            |
| 3  | Panathinaikos    | 26 | 14 | 8  | 4  | 31 | 22 | +9  | 50 | Tham dự Play-off Vô địch            |
| 4  | PAOK             | 26 | 14 | 4  | 8  | 51 | 26 | +25 | 46 | Tham dự Play-off Vô địch            |
| 5  | Aris             | 26 | 12 | 6  | 8  | 31 | 28 | +3  | 42 | Tham dự Play-off Châu Âu            |
| 6  | OFI              | 26 | 10 | 6  | 10 | 37 | 38 | −1  | 36 | Tham dự Play-off Châu Âu            |
| 7  | Atromitos        | 26 | 10 | 5  | 11 | 32 | 32 | 0   | 35 | Tham dự Play-off Châu Âu            |
| 8  | Asteras Tripolis | 26 | 10 | 5  | 11 | 27 | 29 | −2  | 35 | Tham dự Play-off Châu Âu            |
| 9  | Panetolikos      | 26 | 9  | 6  | 11 | 20 | 22 | −2  | 33 | Tham dự Play-out Xuống hạng         |
| 10 | Levadiakos       | 26 | 6  | 10 | 10 | 30 | 34 | −4  | 28 | Tham dự Play-out Xuống hạng         |
| 11 | Panserraikos     | 26 | 8  | 4  | 14 | 30 | 47 | −17 | 28 | Tham dự Play-out Xuống hạng         |
| 12 | Volos            | 26 | 6  | 4  | 16 | 20 | 42 | −22 | 22 | Tham dự Play-out Xuống hạng         |
| 13 | Athens Kallithea | 26 | 4  | 9  | 13 | 24 | 40 | −16 | 21 | Tham dự Play-out Xuống hạng         |
| 14 | Lamia            | 26 | 3  | 6  | 17 | 14 | 44 | −30 | 15 | Tham dự Play-out Xuống hạng         |

### Vị trí theo vòng
Bảng liệt kê vị trí của các đội sau mỗi vòng thi đấu. Để bảo toàn diễn biến theo trình tự thời gian, bất kỳ trận đấu nào bị hoãn sẽ không được đưa vào vòng đấu mà chúng được lên lịch ban đầu, mà được thêm vào vòng đấu đầy đủ mà chúng được chơi ngay sau đó. Ví dụ, nếu một trận đấu được lên lịch ở vòng 13 nhưng sau đó bị hoãn và phải thi đấu giữa vòng 16 và 17, thì trận đấu đó sẽ được thêm vào bảng xếp hạng ở vòng 16. Các quyết định pháp lý liên quan đến một trận đấu cũng được thêm vào vòng đấu đầy đủ mà chúng được phán quyết sau đó.
| Đội ╲ Vòng       | 1          | 2  | 3  | 4  | 5  | 6  | 7  | 8  | 9  | 10 | 11 | 12 | 13 | 14 | 15 | 16 | 17 | 18 | 19 | 20 | 21 | 22 | 23 | 24 | 25 | 26 |   |
| ---------------- | ---------- | -- | -- | -- | -- | -- | -- | -- | -- | -- | -- | -- | -- | -- | -- | -- | -- | -- | -- | -- | -- | -- | -- | -- | -- | -- | - |
| Đội ╲ Vòng       | Olympiacos | 2  | 2  | 1  | 2  | 3  | 2  | 4  | 4  | 4  | 4  | 3  | 1  | 1  | 1  | 1  | 1  | 1  | 1  | 1  | 1  | 1  | 1  | 1  | 1  | 1  | 1 |
| AEK Athens       | 1          | 3  | 3  | 1  | 2  | 1  | 3  | 3  | 3  | 3  | 2  | 4  | 2  | 2  | 2  | 4  | 3  | 2  | 3  | 2  | 2  | 2  | 2  | 2  | 2  | 2  |   |
| Panathinaikos    | 11         | 8  | 6  | 7  | 7  | 8  | 8  | 6  | 8  | 6  | 5  | 3  | 4  | 4  | 4  | 3  | 2  | 3  | 2  | 3  | 3  | 3  | 3  | 3  | 3  | 3  |   |
| PAOK             | 3          | 1  | 2  | 3  | 1  | 3  | 1  | 2  | 2  | 2  | 4  | 2  | 3  | 3  | 3  | 2  | 4  | 4  | 4  | 4  | 4  | 4  | 4  | 4  | 4  | 4  |   |
| Aris             | 6          | 5  | 4  | 5  | 6  | 4  | 2  | 1  | 1  | 1  | 1  | 5  | 5  | 5  | 5  | 5  | 5  | 5  | 6  | 6  | 6  | 5  | 5  | 5  | 5  | 5  |   |
| OFI              | 14         | 12 | 7  | 4  | 4  | 7  | 6  | 7  | 6  | 8  | 8  | 9  | 10 | 10 | 8  | 7  | 7  | 7  | 8  | 7  | 8  | 9  | 8  | 7  | 6  | 6  |   |
| Atromitos        | 7          | 9  | 11 | 6  | 5  | 6  | 9  | 9  | 9  | 9  | 9  | 7  | 7  | 7  | 7  | 8  | 9  | 9  | 9  | 9  | 7  | 8  | 9  | 9  | 8  | 7  |   |
| Asteras Tripolis | 4          | 7  | 5  | 10 | 10 | 9  | 7  | 8  | 7  | 5  | 7  | 8  | 9  | 9  | 11 | 9  | 8  | 6  | 5  | 5  | 5  | 6  | 6  | 6  | 7  | 8  |   |
| Panetolikos      | 12         | 14 | 9  | 9  | 9  | 5  | 5  | 5  | 5  | 7  | 6  | 6  | 6  | 6  | 6  | 6  | 6  | 8  | 7  | 8  | 9  | 7  | 7  | 8  | 9  | 9  |   |
| Levadiakos       | 9          | 11 | 13 | 13 | 12 | 12 | 13 | 14 | 13 | 13 | 12 | 12 | 12 | 12 | 12 | 12 | 10 | 11 | 12 | 12 | 12 | 11 | 10 | 10 | 10 | 10 |   |
| Panserraikos     | 10         | 13 | 14 | 14 | 14 | 13 | 14 | 10 | 10 | 10 | 10 | 10 | 8  | 8  | 10 | 10 | 11 | 12 | 10 | 10 | 10 | 10 | 11 | 11 | 11 | 11 |   |
| Volos            | 13         | 6  | 10 | 12 | 13 | 14 | 10 | 11 | 11 | 11 | 11 | 11 | 11 | 11 | 9  | 11 | 12 | 10 | 11 | 11 | 11 | 12 | 12 | 12 | 12 | 12 |   |
| Athens Kallithea | 8          | 10 | 12 | 11 | 11 | 10 | 11 | 13 | 14 | 14 | 13 | 14 | 14 | 14 | 13 | 13 | 13 | 13 | 13 | 13 | 13 | 13 | 13 | 13 | 13 | 13 |   |
| Lamia            | 5          | 4  | 8  | 8  | 8  | 11 | 12 | 12 | 12 | 12 | 14 | 13 | 13 | 13 | 14 | 14 | 14 | 14 | 14 | 14 | 14 | 14 | 14 | 14 | 14 | 14 |   |

## Kết quả

### Tỷ số
| Nhà \ Khách      | AEK | ARIS | AST | ATK | ATR | LAM | LEV | OFI | OLY | PAO | PNE | PNS | PAOK | VOL |
| ---------------- | --- | ---- | --- | --- | --- | --- | --- | --- | --- | --- | --- | --- | ---- | --- |
| AEK Athens       | —   | 4–0  | 3–0 | 2–0 | 2–1 | 1–1 | 1–1 | 3–0 | 0–1 | 2–0 | 1–0 | 5–0 | 1–1  | 2–0 |
| Aris             | 0–0 | —    | 1–1 | 2–0 | 2–1 | 2–0 | 3–1 | 0–2 | 2–1 | 2–0 | 2–1 | 1–0 | 0–0  | 0–1 |
| Asteras Tripolis | 0–3 | 2–1  | —   | 1–0 | 1–2 | 1–0 | 1–1 | 3–0 | 1–0 | 0–1 | 2–0 | 1–2 | 1–2  | 0–1 |
| Athens Kallithea | 0–0 | 0–1  | 1–3 | —   | 0–3 | 2–1 | 2–4 | 1–3 | 1–1 | 2–2 | 1–1 | 1–2 | 2–1  | 2–0 |
| Atromitos        | 0–1 | 1–1  | 0–1 | 1–2 | —   | 4–2 | 2–1 | 0–0 | 1–2 | 1–1 | 0–2 | 1–0 | 1–2  | 1–2 |
| Lamia            | 0–1 | 0–2  | 0–0 | 0–0 | 0–3 | —   | 0–2 | 1–1 | 0–3 | 3–1 | 0–1 | 1–2 | 1–2  | 1–0 |
| Levadiakos       | 0–3 | 4–1  | 1–2 | 0–0 | 1–2 | 2–2 | —   | 1–1 | 0–1 | 0–1 | 1–1 | 1–0 | 0–2  | 3–2 |
| OFI              | 1–2 | 3–2  | 2–1 | 2–2 | 1–1 | 3–0 | 0–0 | —   | 0–2 | 0–1 | 1–2 | 3–2 | 0–5  | 4–0 |
| Olympiacos       | 4–1 | 2–1  | 1–1 | 2–1 | 2–0 | 1–0 | 2–2 | 1–0 | —   | 1–1 | 0–0 | 2–1 | 2–1  | 3–0 |
| Panathinaikos    | 1–0 | 1–1  | 0–1 | 1–0 | 1–1 | 1–0 | 1–0 | 3–2 | 0–0 | —   | 2–0 | 3–1 | 2–1  | 2–1 |
| Panetolikos      | 1–0 | 2–1  | 1–1 | 2–0 | 0–1 | 0–1 | 0–0 | 1–0 | 0–2 | 1–2 | —   | 3–0 | 0–1  | 0–1 |
| Panserraikos     | 1–0 | 0–1  | 2–1 | 2–1 | 2–3 | 2–0 | 2–2 | 2–3 | 0–4 | 2–2 | 0–0 | —   | 1–4  | 1–1 |
| PAOK             | 1–2 | 0–1  | 2–0 | 2–2 | 3–0 | 7–0 | 1–0 | 1–2 | 2–3 | 0–0 | 2–0 | 3–2 | —    | 1–2 |
| Volos            | 2–4 | 1–1  | 2–1 | 1–1 | 0–1 | 0–0 | 1–2 | 1–3 | 0–2 | 0–1 | 0–1 | 0–1 | 1–4  | —   |

## Vòng play-off Vô địch
Bốn đội đứng đầu mùa giải thường xuyên sẽ gặp nhau 2 lần (mỗi đội 6 trận) để tranh suất tham dự Champions League và Conference League cũng như để quyết định nhà vô địch của giải đấu.
| VT | Đội            | ST | T  | H | B  | BT | BB | HS  | Đ  | Giành quyền tham dự                         |
| -- | -------------- | -- | -- | - | -- | -- | -- | --- | -- | ------------------------------------------- |
| 1  | Olympiacos (C) | 32 | 23 | 6 | 3  | 58 | 22 | +36 | 75 | Tham dự vòng đấu hạng Champions League      |
| 2  | Panathinaikos  | 32 | 17 | 8 | 7  | 42 | 32 | +10 | 59 | Tham dự vòng loại thứ hai Champions League  |
| 3  | PAOK           | 32 | 18 | 4 | 10 | 62 | 37 | +25 | 58 | Tham dự vòng loại thứ ba Europa League      |
| 4  | AEK Athens     | 32 | 16 | 5 | 11 | 48 | 28 | +20 | 53 | Tham dự vòng loại thứ hai Conference League |

1. ↑  Olympiacos ban đầu đủ điều kiện tham dự vòng loại thứ hai UEFA Champions League 2025–26, nhưng vì đội vô địch UEFA Champions League 2024–25 (Paris Saint-Germain) đã đủ điều kiện tham dự thông qua giải đấu trong nước của họ, nên Olympiacos đã được thăng hạng lên vòng đấu hạng Champions League với tư cách là nhà vô địch giải đấu có hệ số câu lạc bộ cao nhất trong các đội ở vòng loại Nhánh Vô địch Champions League.
2. ↑  Đội vô địch Cúp Hy Lạp 2024–25 (Olympiacos) đủ điều kiện tham dự vòng loại thứ ba Europa League. Vì Olympiacos đã đủ điều kiện tham dự Champions League nên suất Europa League này đã được trao cho đội đứng thứ ba.

### Kết quả
| Nhà \ Khách   | AEK | OLY | PAO | PAOK |
| ------------- | --- | --- | --- | ---- |
| AEK Athens    | —   | 0–2 | 1–2 | 2–3  |
| Olympiacos    | 1–0 | —   | 4–2 | 4–2  |
| Panathinaikos | 3–1 | 0–1 | —   | 3–1  |
| PAOK          | 1–0 | 2–1 | 2–1 | —    |

### Vị trí theo vòng
| Đội ╲ Vòng    | 27         | 28 | 29 | 30 | 31 | 32 |   |
| ------------- | ---------- | -- | -- | -- | -- | -- | - |
| Đội ╲ Vòng    | AEK Athens | 2  | 3  | 3  | 4  | 4  | 4 |
| Olympiacos    | 1          | 1  | 1  | 1  | 1  | 1  |   |
| Panathinaikos | 3          | 2  | 2  | 2  | 2  | 2  |   |
| PAOK          | 4          | 4  | 4  | 3  | 3  | 3  |   |

## Vòng play-off Châu Âu
Các đội xếp hạng từ 5 đến 8 ở Mùa giải thường xuyên sẽ tham gia vòng play-off Châu Âu để xác định suất còn lại cuối cùng UEFA Conference League 2025–26, suất này sẽ được trao cho đội xếp thứ 5 chỉ khi đội vô địch cúp là Olympiacos hoặc AEK. Các đội sẽ gặp nhau hai lần (mỗi đội 6 trận) và sẽ vào vòng này với một nửa số điểm họ kiếm được trong Mùa giải thường xuyên.
| VT | Đội              | ST | T  | H | B  | BT | BB | HS  | Đ  | Giành quyền tham dự                         |
| -- | ---------------- | -- | -- | - | -- | -- | -- | --- | -- | ------------------------------------------- |
| 5  | Aris             | 32 | 16 | 8 | 8  | 42 | 32 | +10 | 35 | Tham dự vòng loại thứ hai Conference League |
| 6  | Asteras Tripolis | 32 | 13 | 5 | 14 | 35 | 40 | −5  | 27 |                                             |
| 7  | Atromitos        | 32 | 12 | 7 | 13 | 39 | 37 | +2  | 26 |                                             |
| 8  | OFI              | 32 | 10 | 8 | 14 | 40 | 47 | −7  | 20 |                                             |

### Kết quả
| Nhà \ Khách      | ARIS | AST | ATR | OFI |
| ---------------- | ---- | --- | --- | --- |
| Aris             | —    | 4–2 | 1–0 | 2–0 |
| Asteras Tripolis | 0–2  | —   | 1–4 | 2–1 |
| Atromitos        | 1–1  | 0–1 | —   | 0–0 |
| OFI              | 1–1  | 0–2 | 1–2 | —   |

### Vị trí theo vòng
| Đội ╲ Vòng       | 27   | 28 | 29 | 30 | 31 | 32 |   |
| ---------------- | ---- | -- | -- | -- | -- | -- | - |
| Đội ╲ Vòng       | Aris | 5  | 5  | 5  | 5  | 5  | 5 |
| Asteras Tripolis | 7    | 6  | 6  | 6  | 6  | 6  |   |
| Atromitos        | 6    | 7  | 7  | 7  | 7  | 7  |   |
| OFI              | 8    | 8  | 8  | 8  | 8  | 8  |   |

## Vòng play-out Xuống hạng
Các đội xếp hạng từ 9 đến 14 ở Mùa giải thường xuyên sẽ tham gia vòng play-out Xuống hạng. Họ sẽ gặp nhau hai lần (mỗi đội 10 trận) để xác định 2 đội cuối cùng sẽ xuống hạng Super League 2 2025–26.
| VT | Đội           | ST | T  | H  | B  | BT | BB | HS  | Đ  | Giành quyền tham dự       |
| -- | ------------- | -- | -- | -- | -- | -- | -- | --- | -- | ------------------------- |
| 9  | Levadiakos    | 36 | 13 | 11 | 12 | 50 | 43 | +7  | 50 |                           |
| 10 | Panetolikos   | 36 | 13 | 9  | 14 | 29 | 31 | −2  | 48 |                           |
| 11 | Volos         | 36 | 11 | 6  | 19 | 36 | 52 | −16 | 39 |                           |
| 12 | Panserraikos  | 36 | 10 | 7  | 19 | 40 | 61 | −21 | 37 |                           |
| 13 | Kallithea (R) | 36 | 8  | 12 | 16 | 36 | 52 | −16 | 36 | Xuống hạng Super League 2 |
| 14 | Lamia (R)     | 36 | 4  | 8  | 24 | 21 | 64 | −43 | 20 | Xuống hạng Super League 2 |

### Kết quả
| Nhà \ Khách  | LEV | PNE | PNS | VOL | ATK | LAM |
| ------------ | --- | --- | --- | --- | --- | --- |
| Levadiakos   | —   | 1–2 | 3–0 | 3–2 | 4–1 | 0–0 |
| Panetolikos  | 1–2 | —   | 1–0 | 0–3 | 0–1 | 1–0 |
| Panserraikos | 0–1 | 1–1 | —   | 3–0 | 3–1 | 1–1 |
| Volos        | 1–0 | 0–0 | 3–0 | —   | 0–2 | 3–0 |
| Kallithea    | 0–3 | 0–0 | 1–1 | 1–1 | —   | 3–0 |
| Lamia        | 2–3 | 1–3 | 2–1 | 1–3 | 0–2 | —   |

### Vị trí theo vòng
| Đội ╲ Vòng   | 27        | 28 | 29 | 30 | 31 | 32 | 33 | 34 | 35 | 36 |    |
| ------------ | --------- | -- | -- | -- | -- | -- | -- | -- | -- | -- | -- |
| Đội ╲ Vòng   | Kallithea | 13 | 12 | 13 | 13 | 13 | 13 | 13 | 13 | 13 | 13 |
| Lamia        | 14        | 14 | 14 | 14 | 14 | 14 | 14 | 14 | 14 | 14 |    |
| Levadiakos   | 10        | 9  | 10 | 10 | 9  | 9  | 9  | 9  | 9  | 9  |    |
| Panetolikos  | 9         | 10 | 9  | 9  | 10 | 10 | 10 | 10 | 10 | 10 |    |
| Panserraikos | 11        | 11 | 11 | 11 | 12 | 11 | 11 | 12 | 12 | 12 |    |
| Volos        | 12        | 13 | 12 | 12 | 11 | 12 | 12 | 11 | 11 | 11 |    |

## Thống kê

### Ghi bàn hàng đầu
| Hạng | Cầu thủ               | Đội              | Bàn thắng |
| ---- | --------------------- | ---------------- | --------- |
| 1    | Jefté Betancor        | Panserraikos     | 19        |
| 2    | Loren Morón           | Aris             | 18        |
| 2    | Ayoub El Kaabi        | Olympiacos       | 18        |
| 4    | Zini                  | Levadiakos       | 14        |
| 5    | Mady Camara           | PAOK             | 9         |
| 5    | Migouel Alfarela      | Athens Kallithea | 9         |
| 7    | Thiago Nuss           | OFI              | 8         |
| 7    | Andrija Živković      | PAOK             | 8         |
| 7    | Juan Salazar          | Panserraikos     | 8         |
| 7    | Alen Ožbolt           | Levadiakos       | 8         |
| 11   | Anthony Martial       | AEK Athens       | 7         |
| 11   | Charalambos Kostoulas | Olympiacos       | 7         |
| 11   | Gelson Martins        | Olympiacos       | 7         |
| 11   | Giannis Konstantelias | PAOK             | 7         |
| 11   | Filip Đuričić         | Panathinaikos    | 7         |

#### Hat-trick
| Cầu thủ               | Đội        | Đối đầu với     | Tỷ số   | Thời gian  |
| --------------------- | ---------- | --------------- | ------- | ---------- |
| Ayoub El Kaabi        | Olympiacos | AEK Athens      | 4–1 (H) | 24/11/2024 |
| Zini                  | Levadiakos | Athens Kalithea | 4–2 (A) | 9/12/2024  |
| Giannis Konstantelias | PAOK       | Lamia           | 7–0 (H) | 16/2/2025  |

### Số trận giữ sạch lưới
| Hạng | Cầu thủ               | Đội           | Số trận sạch lưới |
| ---- | --------------------- | ------------- | ----------------- |
| 1    | Konstantinos Tzolakis | Olympiacos    | 16                |
| 2    | Thomas Strakosha      | AEK Athens    | 13                |
| 2    | Julián Cuesta         | Aris          | 13                |
| 2    | Lucas Chaves          | Panetolikos   | 13                |
| 5    | Dominik Kotarski      | PAOK          | 11                |
| 6    | Bartłomiej Drągowski  | Panathinaikos | 10                |

## Giải thưởng
| Tháng    | Cầu thủ               | Đội        | Tk.    |
| -------- | --------------------- | ---------- | ------ |
| Tháng 8  | Stavros Pilios        | AEK Athens | [ 10 ] |
| Tháng 9  | Manu García           | Aris       | [ 11 ] |
| Tháng 10 | Loren Morón           | Aris       | [ 12 ] |
| Tháng 11 | Anthony Martial       | AEK Athens | [ 13 ] |
| Tháng 12 | Charalambos Kostoulas | Olympiacos | [ 14 ] |
| Tháng 1  | Konstantinos Tzolakis | Olympiacos | [ 15 ] |
| Tháng 2  | Loren Morón           | Aris       | [ 16 ] |
| Tháng 3  | Giannis Konstantelias | PAOK       | [ 17 ] |
| Tháng 4  | Loren Morón           | Aris       | [ 18 ] |
| Tháng 5  |                       |            |        |

| Đội              | MVP                   | Tk.    |
| ---------------- | --------------------- | ------ |
| Olympiacos       | Konstantinos Tzolakis | [ 19 ] |
| Panathinaikos    | Azzedine Ounahi       | [ 20 ] |
| PAOK             | Mady Camara           | [ 21 ] |
| AEK Athens       | Petros Mantalos       | [ 22 ] |
| Aris             | Loren Morón           | [ 23 ] |
| Asteras Tripolis | Nikos Kaltsas         | [ 24 ] |
| Atromitos        | Nikos Athanasiou      | [ 25 ] |
| OFI              | Thiago Nuss           | [ 26 ] |
| Levadiakos       | Zini                  | [ 27 ] |
| Panetolikos      | Lucas Chaves          | [ 28 ] |
| Volos            | Alexis Kalogeropoulos | [ 29 ] |
| Panserraikos     | Jefté Betancor        | [ 30 ] |
| Athens Kallithea | Demethryus            | [ 31 ] |
| Lamia            | Anestis Vlachomitros  | [ 32 ] |

| Vòng                  | Cầu thủ               | Đội                   | Tk.                   |
| Mùa giải thường xuyên | Mùa giải thường xuyên | Mùa giải thường xuyên | Mùa giải thường xuyên |
| --------------------- | --------------------- | --------------------- | --------------------- |
| 1                     | Stavros Pilios        | AEK Athens            | [ 33 ]                |
| 2                     | José Cifuentes        | Aris                  | [ 34 ]                |
| 3                     | Niclas Eliasson       | AEK Athens            | [ 35 ]                |
| 4                     | Eddie Salcedo         | OFI                   | [ 36 ]                |
| 5                     | Manu García           | Aris                  | [ 37 ]                |
| 6                     | Manu García           | Aris                  | [ 38 ]                |
| 7                     | Miguel Luís           | Panetolikos           | [ 39 ]                |
| 8                     | Giannis Bouzoukis     | Panetolikos           | [ 40 ]                |
| 9                     | Loren Morón           | Aris                  | [ 41 ]                |
| 10                    | Andrija Živković      | PAOK                  | [ 42 ]                |
| 11                    | Manu García           | Aris                  | [ 43 ]                |
| 12                    | Ayoub El Kaabi        | Olympiacos            | [ 44 ]                |
| 13                    | Levi Garcia           | AEK Athens            | [ 45 ]                |
| 14                    | Charalampos Kostoulas | Olympiacos            | [ 46 ]                |
| 15                    | Chidera Okoh          | Asteras Tripolis      | [ 47 ]                |
| 16                    | Alexander Jeremejeff  | Panathinaikos         | [ 48 ]                |
| 17                    | Azzedine Ounahi       | Panathinaikos         | [ 49 ]                |
| 18                    | Loren Morón           | Aris                  | [ 50 ]                |
| 19                    | Demethryus            | Athens Kallithea      | [ 51 ]                |
| 20                    | Loren Morón           | Aris                  | [ 52 ]                |
| 21                    | Erik Lamela           | AEK Athens            | [ 53 ]                |
| 22                    | Kike Saverio          | Aris                  | [ 54 ]                |
| 23                    | Fyodor Chalov         | PAOK                  | [ 55 ]                |
| 24                    | Monchu                | Aris                  | [ 56 ]                |
| 25                    | Chiquinho             | Olympiacos            | [ 57 ]                |
| 26                    | Giannis Loukinas      | Athens Kallithea      | [ 58 ]                |
| Vòng Play-off         |                       |                       |                       |
| 1 & 2                 | Chiquinho             | Olympiacos            | [ 59 ]                |
| 3 & 4                 | Roman Yaremchuk       | Olympiacos            | [ 60 ]                |
| 5 & 6                 | Giannis Michailidis   | PAOK                  | [ 61 ]                |
| Vòng Play-out         |                       |                       |                       |
| 1 & 2                 | Panagiotis Liagas     | Levadiakos            | [ 62 ]                |
| 3 & 4                 | Guillermo Balzi       | Levadiakos            | [ 63 ]                |
| 5, 6 & 7              | Zini                  | Levadiakos            | [ 64 ]                |
| 8, 9 & 10             | Anestis Vlachomitros  | Lamia                 | [ 65 ]                |

## Khán giả
Olympiacos thu hút lượng khán giả đến sân nhà trung bình cao nhất tại Super League Hy Lạp mùa giải 2024–25.
| Đội              | Tổng khán giả | Trung bình |
| ---------------- | ------------- | ---------- |
| Olympiacos       | 431.429       | 26.964     |
| AEK Athens       | 287.314       | 23.943     |
| Panathinaikos    | 210.423       | 16.186     |
| PAOK             | 228.371       | 14.273     |
| Aris             | 94.203        | 7.246      |
| OFI              | 60.366        | 3.773      |
| Panetolikos      | 36.478        | 2.027      |
| Panserraikos     | 36.208        | 2.012      |
| Asteras Tripolis | 24.346        | 1.522      |
| Volos            | 26.271        | 1.460      |
| Lamia            | 21.237        | 1.180      |
| Levadiakos       | 20.814        | 1.156      |
| Atromitos        | 17.564        | 1.098      |
| Athens Kallithea | 17.750        | 986        |